# Sanford (North Carolina)
Sanford is een plaats (city) in de Amerikaanse staat North Carolina, en valt bestuurlijk gezien onder Lee County.

## Demografie
Bij de volkstelling in 2000 werd het aantal inwoners vastgesteld op 23.220.
In 2006 is het aantal inwoners door het United States Census Bureau geschat op 27.771, een stijging van 4551 (19.6%).

## Geografie
Volgens het United States Census Bureau beslaat de plaats een oppervlakte van
62,5 km², waarvan 62,3 km² land en 0,2 km² water. Sanford ligt op ongeveer 101 m boven zeeniveau.

## Plaatsen in de nabije omgeving
De onderstaande figuur toont nabijgelegen plaatsen in een straal van 28 km rond Sanford.